# Calliscia callisceles
Calliscia callisceles är en tvåvingeart som först beskrevs av Steyskal 1963.  Calliscia callisceles ingår i släktet Calliscia och familjen kärrflugor. Inga underarter finns listade i Catalogue of Life.